# Tử hình ở Saint Kitts và Nevis
Hình phạt tử hình là một hình phạt hợp pháp tại Liên bang St. Kitts và Nevis, và được thực hiện bằng cách treo cổ tại Nhà tù của Nữ hoàng ở Basseterre. Hình phạt tử hình này đã được yêu cầu giảm nhẹ chỉ có thể được áp dụng cho tội giết người và tội phản quốc.
Kể từ khi giành được chủ quyền vào năm 1983, St. Kitts và Nevis chỉ xử tử ba tù nhân, với vụ xử tử gần đây nhất được thực hiện vào năm 2008, khi Charles Laplace bị treo cổ vì tội giết vợ. Tính đến năm 2018, đất nước này đã không có tù nhân nào phải nận hình phạt tử hình.
St. Kitts và Nevis đã bỏ phiếu chống lại lệnh cấm của Liên Hợp Quốc về án tử hình trong các năm 2007, 2008, 2010, 2012, 2014, 2016 và 2018 và hình phạt này chỉ được áp dụng cho tội phản quốc và giết người. Các tội danh khác đều có các hình thức giảm nhẹ